# 스즈키 도쿠마
스즈키 도쿠마(일본어: 鈴木 徳真, 1997년 3월 12일 ~ )는 일본의 축구 선수이다.

## 구단 경력
2019년 J2리그의 도쿠시마 보르티스에 입단하였다. 2020년 J2리그 우승으로 J1리그로 승격하였다. 2021년 세레소 오사카로 이적했다. 2024년 감바 오사카로 이적했다.

## 국가대표팀 경력
그는 2013년 FIFA U-17 월드컵에 참가할 일본 U-17 국가대표팀에 발탁되었으며, 2경기에 출전했다.